# Radio Disney (Uruguay)
Radio Disney es una emisora radial uruguaya de frecuencia modulada, es una radio musical de éxitos en español e inglés que transmite las 24 horas del día animado por locutores. La programación está destinada hacia todos los públicos

## Historia
El 26 de enero de 2004 en Uruguay es lanzada la emisora de la cadena Radio Disney Latinoamérica en la frecuencia 91.9 FM en la ciudad de Montevideo, en alianza con la empresa radial Sarandí Comunicaciones S.A y The Walt Disney Company Latin America. Anteriormente, su frecuencia era usada por la radio Music One, que durante muchos años tuvo el nombre de Sarandí Satelital.
En 2021 The Walt Disney Company Latin America finalizó su vínculo con el Grupo Sarandí Comunicaciones, quien era propietario de la frecuencia 91.9 FM y pasó al nuevo dial 103.7 de la mano de Arteluna S.A. representantes de The Walt Disney Company en Uruguay. Por lo tanto, el 28 de febrero de 2021 la emisora juvenil dejó de emitirse a través de 91.9 FM, reemplazando a FM Like, y pasando a la frecuencia 103.7 FM, (antiguamente denominado Radio Latina). Finalmente, Radio Disney inició sus emisiones en las primeras horas del 1 de marzo en su nueva frecuencia.
En la actualidad es propiedad de Magnolio Media Group.